# Jeżowe (gemeente)
De gemeente Jeżowe is een landgemeente in het Poolse woiwodschap Subkarpaten, in powiat Niżański.
De zetel van de gemeente is in Jeżowe.
Op 30 juni 2005 telde de gemeente 10 001 inwoners.

## Oppervlakte gegevens
In 2002 bedroeg de totale oppervlakte van gemeente Jeżowe 123,77 km², waarvan:
- agrarisch gebied: 65%
- bossen: 30%

De gemeente beslaat 15,76% van de totale oppervlakte van de powiat.

## Demografie
Stand op 30 juni 2004:
| Omschrijving                   | Totaal | Totaal | Vrouwen | Vrouwen | Mannen | Mannen |
| ------------------------------ | ------ | ------ | ------- | ------- | ------ | ------ |
| eenheid                        | aantal | %      | aantal  | %       | aantal | %      |
| inwoners                       | 9834   | 100    | 4837    | 49,2    | 4997   | 50,8   |
| bevolkingsdichtheid (inw./km²) | 79,5   | 79,5   | 39,1    | 39,1    | 40,4   | 40,4   |

In 2002 bedroeg het gemiddelde inkomen per inwoner 1302,4 zł.

## Administratieve plaatsen (sołectwo)
Jeżowe (sołectwa: Jeżowe-Centrum, Jeżowe-Podgórze, Jeżowe-Zagościniec en Jeżowe Kameralne), Sibigi, Groble, Krzywdy, Jata, Sójkowa, Zalesie, Cholewiana Góra, Nowy Nart, Stary Nart, Pogorzałka.

## Aangrenzende gemeenten
Bojanów, Dzikowiec, Kamień, Nisko, Nowa Sarzyna, Raniżów, Rudnik nad Sanem